# Min (artista)
Lee Min-young (hangul: 이민영; hanja: 李玟暎; rr: I Min-yeong; MR: Yi Min-yǒng), mais conhecida como Min (hangul: 민; hanja: 玟), é uma cantora, atriz e dançarina sul-coreana. Ela é popularmente conhecida por ter sido integrante do grupo miss A. Em 8 de novembro de 2017 JYP confirmou através de uma carta escrita sua saída oficial da empresa.

## Discografia
| Ano  | Artista       | Título               | Álbum                                |
| ---- | ------------- | -------------------- | ------------------------------------ |
| 2009 | Min           | "Dance Like This"    | Dance Like This                      |
| 2009 | Min           | "Go Ahead"           | Go Ahead                             |
| 2009 | Min           | "Boyfriend"          | Boyfriend                            |
| 2010 | San E ft. Min | "Tasty San"          | Everybody Ready?                     |
| 2010 | Group of 20   | "Let's Go"           | G20 Seoul Summit                     |
| 2010 | JYP Nation    | "This Christmas"     | JYP Nation Team Play Concert         |
| 2012 | Min           | "Living Like A Fool" | Bachelor's Vegetable (trilha sonora) |
| 2012 | Baro ft. Min  | "Just the Two of Us" | IGNITION                             |

## Filmografia

### Filmes
| Ano  | Título    | Papel         | Produzido    |
| ---- | --------- | ------------- | ------------ |
| 2011 | Countdown | Jang Hyeon-ji | Oh Jeong-wan |

### Dramas
| Ano  | Título            | Papel                                                          | Emissora                    |
| ---- | ----------------- | -------------------------------------------------------------- | --------------------------- |
| 2011 | Dream High        | Participação especial como uma dançarina de flash mob (ep. 16) | KBS2                        |
| 2012 | Dream High 2      | Participação especial como ela mesma (ep. 15)                  | KBS2                        |
| 2013 | Reckless family 2 | Ela mesma                                                      | MBC                         |
| 2015 | Dream Knight      | Jenny                                                          | JYP Pictures e JYP Pictures |
| 2015 | L.U.V Collage     | Kim Na-ra                                                      | Gateway To Korea            |

### Programas de variedades
| Ano  | Título                                                        | Emissora | Notas                          |
| ---- | ------------------------------------------------------------- | -------- | ------------------------------ |
| 2010 | Oh! My School (100 Points Out of 100)                         | KBS2     | Membro                         |
| 2012 | Crown Princess Project – The Resurrection of the Royal Family | KBS2     |                                |
| 2013 | YouTube Music Awards                                          | Youtube  | com Taecyeon do 2PM e Kris Wu  |
| 2013 | Hidden Singer Season 2                                        | JTBC     | Episódio 10, JYP com Fei e Jia |
| 2014 | After School Club                                             | Arirang  | Episódios 40, 41, 42 e 59      |
| 2014 | K-Style Season 3                                              | KStyleTV | com Irene Kim                  |
| 2015 | K-Style Season 4                                              | KStyleTV | com Irene Kim                  |
| 2015 | King of Mask Singer                                           | MBC      | Episódio 9                     |
| 2015 | Duet Music Festival                                           | MBC      | Especial de Chuseok            |

### Aparições em videoclipes
| Ano  | Título             | Artista    |
| ---- | ------------------ | ---------- |
| 2010 | "This Christmas"   | JYP Nation |
| 2015 | "Shake That Brass" | Amber      |